# ماثيو روجرز
ماثيو روجرز (بالإنجليزية: Matthew Rogers)‏ هو لاعب كرة قدم أمريكية ومغني أمريكي، ولد في 16 سبتمبر 1978.

## وصلات خارجية
- الموقع الرسمي
- ماثيو روجرز على موقع IMDb (الإنجليزية)
- ماثيو روجرز على موقع ميوزك برينز (الإنجليزية)
- ماثيو روجرز على موقع قاعدة بيانات الفيلم (الإنجليزية)